# Tsurezuregusa

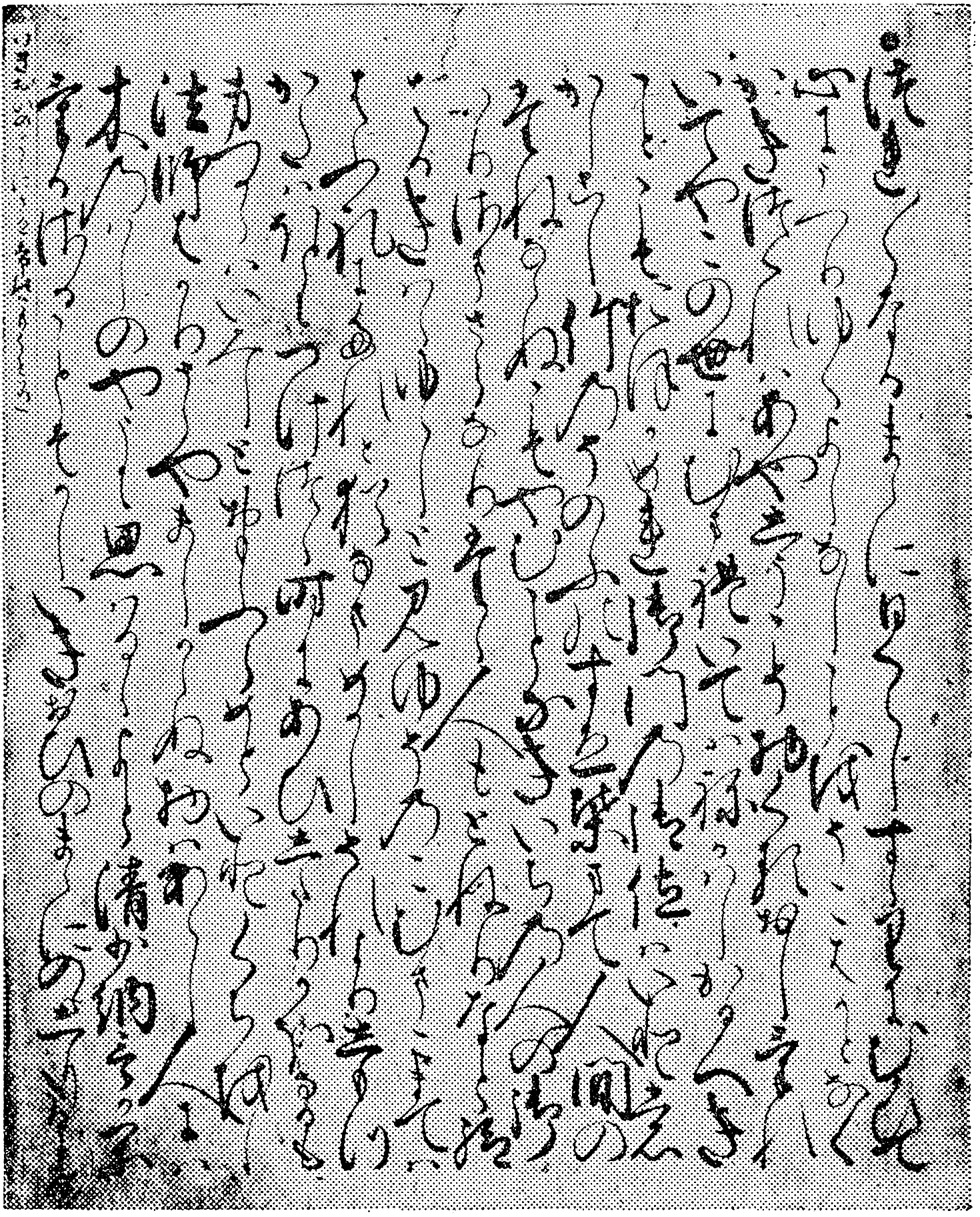
Codex Tsurezuregusa

Tsurezuregusa (Kanji:徒然草, Hiragana:つれづれぐさ), o Ensayos en ociosidad, es una colección de ensayos japoneses escritos por el monje Yoshida Kenkō entre 1330 y 1332. La obra es considerada una joya de la literatura japonesa, y uno de los tres libros representativos del género zuihitsu, junto con el Libro de la almohada (枕草子, Makura no Sōshi) y el Hōjōki (方丈記).
El Tsurezuregusa incluye un prefacio y 243 pasajes (段, dan), que varían en longitud desde una simple línea hasta varias páginas. Kenkō fue un monje budista, los textos tienen que ver con verdades Budistas y temáticas tales como la muerte y la transitoriedad, aunque también contiene fragmentos consagrados a la belleza natural y el humor. El escrito original no estaba dividido en pasajes; la clasificación fue hecha en el siglo XVII.
La obra toma su nombre del siguiente fragmento:
つれづれなるまゝに、日暮らし、硯にむかひて、心にうつりゆくよしなし事を、そこはかとなく書きつくれば、あやしうこそものぐるほしけれ。
Tsurezurenaru mama ni, hikurashi, suzuri ni mukaite, kokoro ni utsuriyuku yoshinashigoto o, sokowakatonaku kakitsukureba, ayashū koso monoguruoshikere.
En la traducción de Donald Keene:
What a strange, demented feeling it gives me when I realise I have spent whole days before this inkstone, with nothing better to do, jotting down at random whatever nonsensical thoughts that have entered my head.
donde つれづれ (tsurezure) significa "no tener nada que hacer".